# Seznam premiérů Slovenska
Toto je seznam předsedů vlád a podobných činitelů Slovenska.

## Předseda Dočasné vlády pro Slovensko (1918; v rámci Československa)
- Vavro Šrobár (4. listopad 1918 – 14. listopad 1918) – vláda ukončila svoji činnost po přijetí dočasné československé ústavy

## Předseda Revoluční vládní rady Slovenské republiky rad (1919; východní Slovensko)
- Antonín Janoušek (20. červen 1919 – 7. červenec 1919)

## Zemský (krajinský) prezident Slovenska (1928–1939; v rámci Československa)
Poznámka: Přes honosně znějící titul šlo jen o předsedy země (krajiny) Slovenské. Jsou zde pouze pro úplnost.
- Ján Drobný (1. červenec 1928 – 1929)
- Jozef Országh (1929–1938)
- Julián Šimko (1938–1939)

## Předseda vlády autonomního Slovenska (1938–1939; v rámci Československa)
- Jozef Tiso (7. říjen 1938 – 9. březen 1939)
- Jozef Sivák (9. březen 1939 – 11. březen 1939)
- Karol Sidor (11. březen 1939 – 14. březen 1939)

## Předseda vládySlovenska(1939–1945; samostatné Slovensko)
- Jozef Tiso (14. březen 1939 – 17. říjen 1939)
- Vojtech Tuka (27. říjen 1939 – 5. září 1944)
- Štefan Tiso (5. září 1944 – 4. duben 1945)

## Předseda sboru pověřenců (1944; v rámci Povstání)
- Předsednictvo Slovenské národní rady (1. září 1944 – 23. říjen 1944)

## Delegace Slovenské národní rady pro osvobozené území (do prosince 1944 v exilu, potom na osvobozených územích Slovenska)
- bez speciálního vůdce / Předsednictvo Slovenské národní rady (23. říjen 1944 – 7. únor / 21. únor 1945)

## Předseda sboru pověřenců (do dubna 1945 jako vzbouřenci v rámci Slovenské republiky; potom Československa)
- Předsednictvo Slovenské národní rady (7. únor 1945 – 18. září 1945)
- Karol Šmidke (18. září 1945 – 14. srpen 1946)
- Gustáv Husák (16. srpen 1946 – 7. květen 1950)
- Karol Bacílek (7. květen 1950 – 11. září 1951)
- Július Ďuriš (11. září 1951 – 31. leden 1953)
- Rudolf Strechaj (31. leden 1953 – 11. červenec 1960)

## Předseda Slovenské národní rady (1960–1968; v rámci Československa)
- Rudolf Strechaj (14. červenec 1960 – 28. červenec 1962)
- Jozef Lenárt (31. říjen 1962 – 20. září 1963)
- Michal Chudík (23. září 1963 – 29. prosinec 1968)

## Předseda vlády Slovenské socialistické republiky (1969–1990) a předseda vlády Slovenské republiky (1990–1992)
| Pořadí | Portrét         | Ministr         | Funkční období   | Funkční období    | Funkční období | Strana | Strana        | Poznámka                                                                                                  |
| Pořadí | Portrét         | Ministr         | Nástup do úřadu  | Opuštění úřadu    | Dny v úřadu    | Strana | Strana        | Poznámka                                                                                                  |
| ------ | --------------- | --------------- | ---------------- | ----------------- | -------------- | ------ | ------------- | --- |
| 1.     | není foto       | Štefan Sádovský | 2. ledna 1969    | 4. května 1969    | 122            |        | KSS (KSČ)     | |
| 2.     | není foto       | Peter Colotka   | 4. května 1969   | 12. října 1988    | 7101           |        | KSS (KSČ)     | |
| 3.     | není foto       | Ivan Knotek     | 12. října 1988   | 22. června 1989   | 253            |        | KSS (KSČ)     | |
| 4.     | není foto       | Pavol Hrivnák   | 22. června 1989  | 8. prosince 1989  | 169            |        | KSS (KSČ)     | |
| 5.     | Milan Čič       | Milan Čič       | 8. prosince 1989 | 27. června 1990   | 201            |        | KSS (KSČ)/VPN | |
| 6.     | Vladimír Mečiar | Vladimír Mečiar | 27. června 1990  | 23. dubna 1991    | 300            | VPN    |               | |
| 7.     | Ján Čarnogurský | Ján Čarnogurský | 23. dubna 1991   | 24. června 1992   | 428            |        | KDH           | |
| 8.     | Vladimír Mečiar | Vladimír Mečiar | 24. června 1992  | 31. prosince 1992 | 190            |        | HZDS          | V čele slovenské vlády zůstal až do 14. března 1994, ovšem již se jednalo o vládu samostatného Slovenska. |

## Předseda vlády Slovenské republiky (od 1993)
| Pořadí | Portrét          | Ministr          | Funkční období    | Funkční období    | Funkční období | Strana | Strana    | Poznámka |
| Pořadí | Portrét          | Ministr          | Nástup do úřadu   | Opuštění úřadu    | Dny v úřadu    | Strana | Strana    | Poznámka |
| ------ | ---------------- | ---------------- | ----------------- | ----------------- | -------------- | --- | --------- | --- |
| 1.     | Vladimír Mečiar  | Vladimír Mečiar  | 1. ledna 1993     | 14. března 1994   | 437            | | HZDS      | V čele slovenské vlády byl již od 24. června 1992, jednalo se však ještě o vládu Slovenské republiky v rámci Československa. |
| 2.     | není foto        | Jozef Moravčík   | 14. března 1994   | 13. prosince 1994 | 639            | | DEÚS      | |
| 3.     | Vladimír Mečiar  | Vladimír Mečiar  | 13. prosince 1994 | 29. října 1998    | 1416           | | HZDS      | |
| 4.     | Mikuláš Dzurinda | Mikuláš Dzurinda | 30. října 1998    | 4. července 2006  | 2804           | | SDK/SDKÚ  | |
| 5.     | Robert Fico      | Robert Fico      | 4. července 2006  | 8. července 2010  | 1465           | | SMER-SD   | |
| 6.     | Iveta Radičová   | Iveta Radičová   | 8. července 2010  | 4. dubna 2012     | 636            | | SDKÚ-DS   | |
| 7.     | Robert Fico      | Robert Fico      | 4. dubna 2012     | 22. března 2018   | 2178           | | SMER-SD   | |
| 8.     | Peter Pellegrini | Peter Pellegrini | 22. března 2018   | 21. března 2020   | 730            | | SMER-SD   | |
| 9.     | Igor Matovič     | Igor Matovič     | 21. března 2020   | 1. dubna 2021     | 376            | | OĽaNO     | |
| 10.    | Eduard Heger     | Eduard Heger     | 1. dubna 2021     | 15. května 2023   | 774            | 15. prosince 2022 byla vládě vyslovena nedůvěra, 16. prosince 2022 byla odvolána a od té doby vládla v demisi. Premiér Heger od 7. března 2023 přešel do strany Demokrati. | OĽaNO     | |
| 11.    | Ľudovít Ódor     | Ľudovít Ódor     | 15. května 2023   | 25. října 2023    | 163            | | nestraník | dočasná, tzv. úřednická vláda nestraníků                                                                                     |
| 12.    | 100xpx           | Robert Fico      | 25. října 2023    | úřadující         | 493            | | SMER-SD   | |